# Харбисон Канјон (Калифорнија)
Харбисон Канјон (енгл. Harbison Canyon) насељено је место без административног статуса у америчкој савезној држави Калифорнија.

## Демографија
По попису из 2010. године број становника је 3.841, што је 196 (5,4%) становника више него 2000. године.
| Група             | 2000.         | 2010.         |
| Белци             | 3.057 (83,9%) | 3.008 (78,3%) |
| Афроамериканци    | 17 (0,5%)     | 12 (0,3%)     |
| Азијати           | 42 (1,2%)     | 71 (1,8%)     |
| Хиспаноамериканци | 390 (10,7%)   | 623 (16,2%)   |
| Укупно            | 3.645         | 3.841         |